# Чаш, Геннадий Тюлюшович
Геннадий Тюлюшович Чаш (23 февраля 1960 года, с. Дус-Даг, Овюрский район, Тувинская автономная область — 1998) —  Народный хоомейжи Республики Тыва (1995).

## Биография
Чаш Геннадий Тюлюшович родился 23 февраля 1960 года в селе Дус-Даг Овюрского района. В 1980 г., будучи студентом Иркутского пушно-мехового техникума, принимал участие во Всесоюзном фестивале "Студенческая весна" и стал его лауреатом - сначала в Иркутске, затем в Новосибирске. Впервые звание лауреата он завоевал во время службы в армии на фестивале, посвященном 60-летию Краснознаменного Дальневосточного военного округа. В 1984 году он был включен в состав ансамбля "Сыгырга". Будучи вторым секретарем Улуг-Хемского райкома комсомола в 1985 году Г. Чаш с такими талантливыми исполнителями, как Кара-оол Тумат (лауреат районных и республиканских смотров, Евгений Оюн (бывший артист ансамбля "Саяны"), Мерген Монгуш (лауреат второго республиканского фестиваля "Хоомей") создал фольклорный ансамбль "Амырак", который неоднократно становился лауреатом республиканских смотров хоомея, дважды снимался  в документальных фильмах Иркутской кинохроники. В 1988 г. Чаш Г.Т. был приглашен на 22-й фестиваль - фольклорный праздник США. В числе 38 представителей советских исполнителей из Узбекистана, Азербайджана, Грузии, Эстонии, Литвы, Украины, Якутии Геннадий представил искусство тувинского народа перед американцами. В 1992 г. именно в Якутии, которой считают "родиной" хомуса (варгана), ему присудили звание "Лучший виртуоз-хомусист".

## Награды и звания
- Лучший виртуоз-хомусист
- Народный хоомейжи Республики Тыва (1995)